# Ansari X Prize
Ansari X Prize（アンサリ・エックスプライズ）は、Xプライズ財団によって運営された、民間による最初の有人弾道宇宙飛行を競うコンテストである。
1996年にアメリカで開始され、最終的に2004年にスケールド・コンポジッツ社のTier Oneプログラムの一部として開発された宇宙船スペースシップワンが条件を達成し、賞金1,000万ドル（約10億5000万円）を獲得した。

## 概要

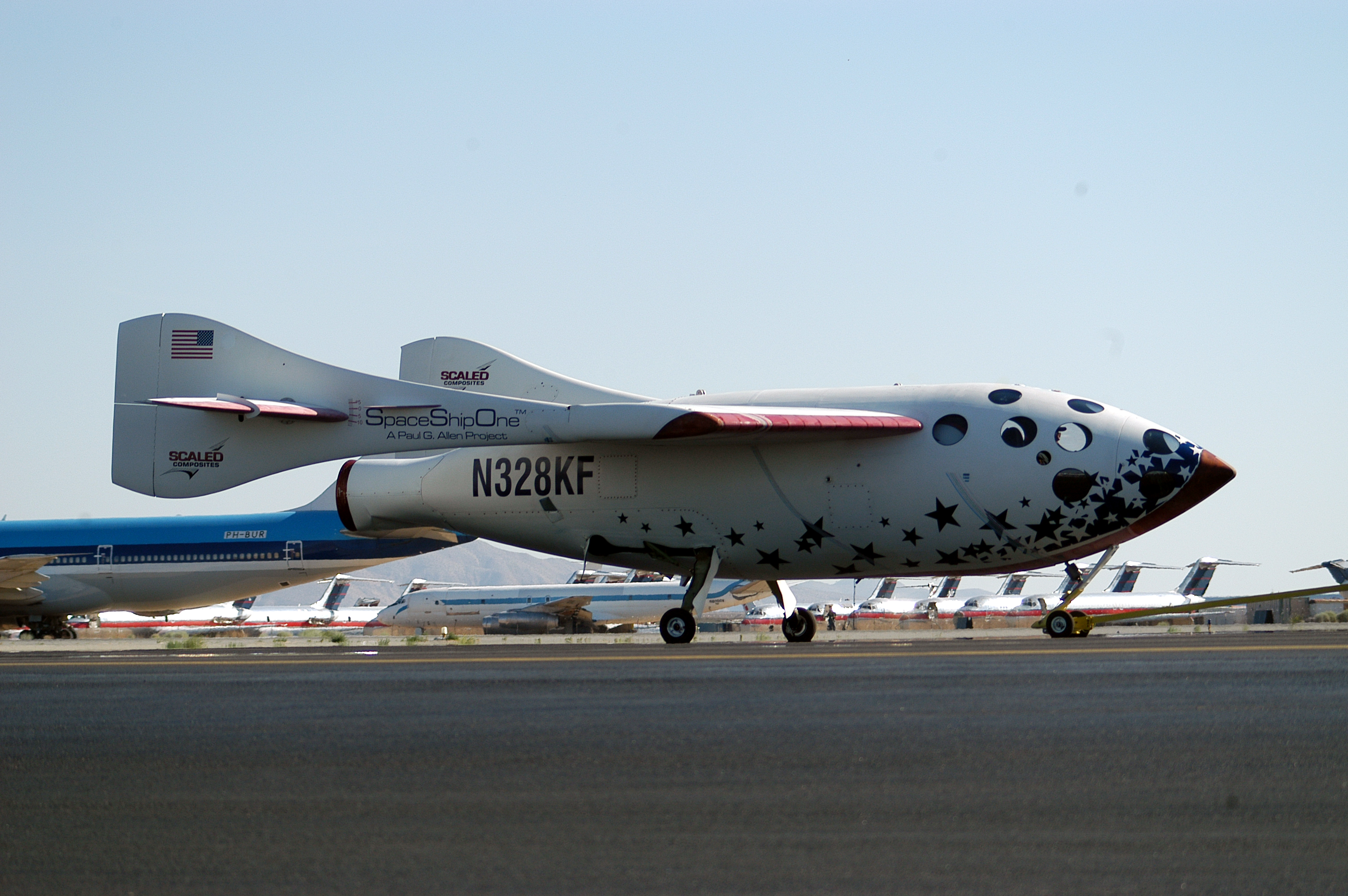
勝者となったスペースシップワン

Xプライズ財団を率いるピーター・ディアマンディス会長が1996年にX PRIZE（エックスプライズ）を立ち上げたが、資産家のアミール・アンサリとアニューシャ・アンサリがXプライズ基金に資金の提供を申し出て、名を冠してAnsari X Prizeとなった。受賞条件は下記。
- 宇宙空間（高度100 km以上）に到達する。
- 乗員3名（操縦者1名と乗員2名分のバラスト）相当を打ち上げる。
- 2週間以内に同一機体を再使用し、宇宙空間に再度到達する。

世界各地から26チームが参加したコンテストで、2004年10月4日（米国時間）に規定の条件を最初にクリアして高度100kmの有人宇宙飛行に初成功したスペースシップワンが、賞金1,000万ドルを得た。

## その他
Xプライズ財団は、月着陸船の開発を目指した「Lunar Lander Challenge」（賞金総額200万ドル）、軌道エレベータ技術を競う「Space Elevator Games」などもコンテストしている。